# 倉橋由美子
倉橋 由美子（くらはし ゆみこ、1935年（昭和10年）10月10日 - 2005年（平成17年）6月10日）は、日本の小説家。本名・熊谷（くまがい）由美子、旧姓・倉橋。明治大学在学中に『パルタイ』を発表して脚光を浴び、その後も『聖少女』『スミヤキストQの冒険』『アマノン国往還記』などを発表。カフカやカミュの影響を受け、日本の女流作家としては稀な抽象的、寓話的作風を示して注目された。

## 経歴
高知県香美郡土佐山田町（現香美市）に歯科医の長女として生まれる。私立土佐高等学校を経て、精神科医を志し公立医学部を受験するが失敗。母が浪人に反対したため京都女子大学国文学学科に籍を置き、医学部を再度受験するが失敗。これ以上の浪人は許されず、日本女子衛生短期大学別科歯科衛生コースに入学する。
上京して大学構内の寮に入る。6畳に4人の生活であった。大学を卒業し歯科衛生士国家試験に合格する。その後、歯科衛生士としてアルバイトしながら東京に留まり、明治大学文学部文学科仏文学専攻に入学して斎藤正直の指導を受け、中村光夫に学んだ。在学中に明治大学学長賞を狙い『パルタイ』を応募。卒業論文ではサルトルの『存在と無』を取り上げた。帰省中に大学からの電報で『パルタイ』が明治大学学長賞に決定したこと知り上京。在学中の1960年、『明治大学新聞』に小説「パルタイ」が発表され、明治大学教授の平野謙が『毎日新聞』文芸時評欄で取り上げて注目される。「パルタイ」は『文學界』に転載され、昭和35年度上半期芥川賞の候補となった。
明治大学大学院文学研究科に進学と同時に作家活動を開始する。『文學界』や『新潮』などに短編作品を次々と発表する。続いて『夏の終り』で芥川賞候補となったが受賞はしなかった。同年、短編集『パルタイ』を上梓し、翌年、女流文学者賞を受賞。1963年、田村俊子賞賞受賞。「第三の新人」以後の新世代作家として石原慎太郎、開高健、大江健三郎らと並び称せられ、特に作風や学生時代にデビューしたという共通点のある大江とは比較されることが多かった。
1961年、初の長編小説『暗い旅』を東都書房より刊行するが、ミシェル・ビュトールの『心変わり』の模倣に過ぎないのではないかと江藤淳に指摘され、「外国文学模倣論争」に発展した。本人は『倉橋由美子全作品集』の作品ノートにおいて、これは元々ビュトールの『心変わり』にインスパイアされていることを読者が前提として読んでいることを想定しており、また主人公があなたと二人称で呼ばれていることよりも、ビュトールからはその意識の流れの手法を導入したことが作品の意図であったとしている。
1962年、父を心臓発作で失い、大学院を中退して土佐山田の実家に帰るものの、父の喪失のショックからか小説を書くことに拒絶反応が強くなり、編集者を避けるためにしばしば旅に出る。
1964年、熊谷富裕と結婚し、土佐に新居を構える。かねてより体調不良で小説を書くことも辛かったという。伊藤整の推薦でフルブライトのアメリカ留学への試験を受け、準備をする為に上京するも、血圧や消化器系統に問題があり昏倒することもあった。精密検査を繰り返すが、結局アメリカ出発は体調がすぐれず辞退した。
父と娘の近親姦を扱った長編小説『聖少女』を書き下ろし、1965年に新潮社より刊行。フルブライト委員より留学の意志を問われ、静養先の西伊豆より上京。1966年よりアメリカのアイオワ州立大学に留学し、夫の富裕も同大学のフィルムワークショップに入学。同地で健康を回復し、翌1967年に帰国する。
1968年、長女まどかを出産。またアメリカでの経験や、留学先で知り合った友人ヴァージニア・ハルツバーグを描いた小説「ヴァージニア」を『群像』に発表。同時に、能やギリシャ悲劇、川端康成の文体に影響を受けた「長い夢路」を『新潮』に発表。翌1969年、カフカエスクな『スミヤキストQの冒険』を刊行、空想的な長編小説として話題となる。
1971年、次女さやかを出産。また同年『夢の浮橋』を刊行して新境地を開くが、世間的評価は低かった。これ以降は『夢の浮橋』の登場人物からなる連作を長期にわたって創作する。詩人・英文学者の西脇順三郎の作品や、源氏物語やギリシア神話がその創作のモチーフであるといい、人間関係を軸にブルジョワジーのライフスタイルをリアルに描き、作風の幅を広げた。このシリーズは作者の晩年まで続くこととなるが、この時期以降の作品では以前のようにコンセプト重視の姿勢を前面に打ち出すことは稀で、幻想的なものが多い。「衒学的」と評する人もいるが、「衒学的」とは「教養の高いことを見せびらかす様子」を表す言葉であり、倉橋由美子はもともと教養があまりに高いため、教養の低い読者がそのような偏見を持っているだけである。
1980年代以降、日本の作家の中ではかなり早期にワープロを用いた執筆を開始していた。1984年の『大人のための残酷童話』はロングセラーとなった。1987年、『アマノン国往還記』で泉鏡花文学賞受賞。
晩年は体調を崩したこともあり、長編小説の執筆は行わなかった。歴史的仮名遣で書く作家で、シェル・シルヴァスタイン『ぼくを探しに』、サン＝テグジュペリ『星の王子さま』など児童文学の翻訳も多く手がけた。
2005年6月10日、拡張型心筋症により69歳で没した。翻訳『新訳 星の王子さま』が遺作となった。没後の2006年、母校の明治大学より特別功労賞が授与され、同大学において回顧展が開催された。

## 受賞歴
- 1960年（昭和35年） - 「パルタイ」で明治大学学長賞・芥川賞候補
- 1961年（昭和36年） - 『パルタイ』で女流文学者賞
- 1962年（昭和37年） - それまでの執筆活動に対し田村俊子賞
- 1987年（昭和62年） - 『アマノン国往還記』で泉鏡花文学賞、マンボウ賞（北杜夫による文学賞）
- 2006年（平成18年） - 明治大学特別功労賞

## 桂子さんシリーズ
1971年の『夢の浮橋』に始まる、山田桂子さんという女性（またはその親族）を主人公とした一連の作品群の通称。作品同士の直接的な関連は薄く、単独でも鑑賞に支障はない。同じ人物が様々な時代、環境で活躍する。なお『夢の浮橋』『城の中の城』『シュンポシオン』『交歓』を「桂子さんの物語」と呼ぶこともある。
桂子さんの物語
- 『夢の浮橋』（中央公論社/1971年）<1970海>
- 『城の中の城』（新潮社/1980年）<1979 - 1980新潮>
- 『シュンポシオン』（福武書店/1985年）<1983 - 1985海燕>
- 『交歓』（新潮社/1989年）<1988 - 1989新潮>

桂子さんシリーズ
- 『ポポイ』（福武書店/1987年）<1987海燕>
- 『夢の通ひ路』（講談社/1989年）<IN★POCKET1987 - 1988、ミステリマガジン1987、クロワッサン1988 - 1989、小説すばる1988>
- 『幻想絵画館』（文藝春秋/1991年）<文藝春秋1988 - 1989>
- 『よもつひらさか往還』（講談社/2002年）および 『酔郷譚』（河出書房新社/2008) <サントリークォータリー1996 - 2004（カクテルストーリー・酔郷譚）>

## 作品リスト
作品の種類ごとに刊行順で記す。

### 小説
- 『パルタイ』文藝春秋、1960年8月 ※明治大学学長賞、女流文学賞受賞、芥川賞候補（のち文春文庫、新潮文庫）
- 『婚約』新潮社、1961年2月（のち新潮文庫）
- 『人間のない神』角川書店、1961年4月
- 『暗い旅』東都書房、1961年10月（のち新潮文庫、河出文庫）
- 『聖少女』新潮社、1965年9月（のち新潮文庫）
- 『妖女のように』冬樹社、1966年1月（のち新潮文庫）
- 『蠍たち』徳間書店、1968年10月
- 『暗い旅』学芸書林、1969年（のち河出文庫）
- 『スミヤキストQの冒険』講談社、1969年4月（のち講談社文庫、講談社文芸文庫）
- 『ヴァージニア』新潮社、1970年3月（のち新潮文庫）
- 『悪い夏 他六篇』角川書店〈角川文庫〉、1970年5月 ※文庫オリジナル編集
- 『人間のない神』徳間書店、1971年3月
- 『夢の浮橋』中央公論社、1971年5月（のち中公文庫、小学館P+D BOOKS） ※桂子さんの物語 4部作
- 『反悲劇』河出書房新社、1971年6月（のち河出文芸選書、新潮文庫、講談社文芸文庫）
- 『迷宮』文藝春秋、1977年4月
- 『夢のなかの街』新潮社〈新潮文庫〉、1977年4月 ※文庫オリジナル編集
- 『人間のない神』新潮社〈新潮文庫〉、1977年8月 ※文庫オリジナル編集
- 『城の中の城』新潮社、1980年11月（のち新潮文庫、小学館P+D BOOKS） ※桂子さんの物語 4部作
- 『大人のための残酷童話』新潮社、1984年4月（のち新潮文庫）
- 『倉橋由美子の怪奇掌編』潮出版社、1985年2月（のち新潮文庫、改題『大人のための怪奇掌篇』宝島社文庫）
- 『シュンポシオン』福武書店、1985年11月（のち新潮文庫） ※桂子さんの物語 4部作
- 『アマノン国往還記』新潮社、1986年8月（のち新潮文庫、小学館P+D BOOKS） ※泉鏡花文学賞受賞
- 『ポポイ』福武書店、1987年9月（のち新潮文庫） ※桂子さんシリーズ
- 『交歓』新潮社、1989年7月（のち新潮文庫、小学館P+D BOOKS） ※桂子さんの物語 4部作
- 『夢の通ひ路』講談社、1989年11月（のち講談社文庫『夢の通い路』） ※桂子さんシリーズ
- 『幻想絵画館』文藝春秋、1991年9月 ※桂子さんシリーズ
- 『よもつひらさか往還』講談社、2002年3月（のち講談社文庫） ※桂子さんシリーズ
- 『パルタイ・紅葉狩り 倉橋由美子短篇小説集』講談社〈講談社文芸文庫〉、2002年11月 ※文庫オリジナル編集
- 『老人のための残酷童話』講談社、2003年10月（のち講談社文庫）
- 『酔郷譚』河出書房新社、2008年7月（のち完本・河出文庫） ※連作「よもつひらさか往還」の続編
- 『蛇 愛の陰画』講談社文芸文庫、2009年 ※文庫オリジナル、小池真理子解説
- 『掌の読書会－桜庭一樹と読む』中公文庫、2023年12月。※文庫オリジナル

### エッセイ・評論
- 『わたしのなかのかれへ 全エッセイ集』講談社、1970年3月（のち講談社文庫）
- 『迷路の旅人』講談社、1972年5月（のち講談社文庫）
- 『アイオワ 静かなる日々』熊谷冨裕（写真）、新人物往来社、1973年11月
- 『磁石のない旅』講談社、1979年2月
- 『おんなの知的生活術』編著、講談社 <新おんなゼミ5>、1979年
- 『最後から二番目の毒想』講談社、1986年4月
- 『夢幻の宴』講談社、1996年2月 ※エッセイ+小説2篇
- 『毒薬としての文学 倉橋由美子エッセイ選』講談社文芸文庫、1999年7月
- 『あたりまえのこと』朝日新聞社、2001年11月（のち朝日文庫） ※評論
- 『偏愛文学館』講談社、2005年7月（のち講談社文庫） ※文芸評論
- 『精選女性随筆集三 倉橋由美子』文藝春秋、2012年。小池真理子選
- 『最後の祝宴』幻戯書房、2015年6月

### 全集
- 『倉橋由美子全作品』（全8巻）新潮社、1975年 - 1976年
  - 『パルタイ』から『反悲劇』までの全作品に加え、刊行当時の未刊作品を集成。未完作品は1977年に『迷宮』で単行本化。
  - 全集収録作品 (各巻末に作品ノートが収録されている)
    - 1 『雑人撲滅週間』『パルタイ』『貝のなか』『非人』『蛇』『婚約』『密告』『囚人』『死んだ眼』
    - 2 『夏の終わり』『どこにもない場所』『鷲になった少年』『人間のない神』『ミイラ』『巨刹』
    - 3 『合成美女』『暗い旅』『輪廻』『真夜中の太陽』『100メートル』
    - 4 『蠍たち』『愛の陰画』『迷宮』『恋人同士』『パッション』『死刑執行人』『犬と少年』『夢のなかの街』『宇宙人』『妖女のように』
    - 5 『結婚』『亜依子たち』『聖少女』
    - 6 『隊商宿』『醜魔たち』『解体』『共棲』『悪い夏』『ヴァージニア』『長い夢路』
    - 7 『反悲劇』『ある遊戯』『霊魂』
    - 8 『マゾヒストM氏の肖像』『夢の浮橋』『腐敗』、自作年譜

### 翻訳
- 『ぼくを探しに』（シェル・シルヴァスタイン作）講談社、1977年
- 『歩道の終るところ』（シェル・シルヴァスタイン詩・絵）講談社、1979年
- 『嵐が丘にかえる 第1-2部』（アンナ・レストレンジ著）三笠書房、1980年
- 『続 ぼくを探しに ビッグ・オーとの出会い』（シェル・シルヴァスタイン作）講談社、1982年
- 『屋根裏の明かり』（シェル・シルヴァスタイン作）講談社、1984年
- 『クリスマス・ラブ 七つの物語』（レオ・ブスカーリア（文）、トム・ニューサム（絵））JICC出版局、1989年（のち宝島社文庫、新装版）
- 『サンタクロースがやってきた』（クレメント・クラーク・ムーア（文）、グランマ・モーゼズ（絵））JICC出版局、1992年
- 『イクトミと大岩 アメリカ・インディアンの民話〈1〉』（ポール・ゴブル作）宝島社、1993年
- 『イクトミと木いちご アメリカ・インディアンの民話〈2〉』（ポール・ゴブル作）宝島社、1993年
- 『オオカミと羊』（アンドレ・ダーハン作）宝島社、1993年
- 『イクトミとおどるカモ アメリカ・インディアンの民話〈3〉』（ポール・ゴブル作）宝島社、1994年
- 『レオンのぼうし』（ピエール・プラット作）宝島社、1994年
- 『イクトミとしゃれこうべ アメリカ・インディアンの民話〈4〉』（ポール・ゴブル作）宝島社、1995年
- 『ラブレター 返事のこない60通の手紙』（ジル・トルーマン著、古屋美登里共訳）宝島社、1995年
- 『クロウチーフ アメリカ・インディアンの民話〈5〉』（ポール・ゴブル作）宝島社 1995年
- 『愛の殺人』（オットー・ペンズラー編、共訳）早川書房 <ハヤカワ・ミステリ文庫>、1997年
- 『人間になりかけたライオン』（シェル・シルヴァスタイン作）講談社、1997年
- 『天に落ちる』（シェル・シルヴァスタイン作）講談社、2001年
- 『新訳 星の王子さま』（アントアーヌ・ド・サン=テグジュペリ作）宝島社、2005年（のち宝島社文庫、新版・文春文庫、2019年）

### 外国語訳
- The adventures of Sumiyakist Q. Dennis Keene (tr), University of Queensland Press, 1979.
- Das Haus mit den Sonnenblumen: zwei Antitragödien. Wolfgang E. Schlecht (tr), Theseus Verlag, 1991.
- The woman with the flying head and other stories. Atsuko Sakaki (tr), M. E. Sharpe, 1998.
- Die Reise nach Amanon: Roman. Monika Wernitz-Sugimoto und Hiroshi Yamane (tr), be.bra Verlag, 2006.

他多数。

### 選集
- われらの文学21『高橋和巳 倉橋由美子 柴田翔』講談社、1966年
- De Luxe われらの文学21『高橋和巳 倉橋由美子 柴田翔』講談社、1969年
- ブラック・ユーモア選集5『日本篇 短篇集』早川書房、1970年
- 現代日本の文学50『曾野綾子・倉橋由美子・河野多恵子集』学習研究社、1971年
- 現代の文学32『倉橋由美子』講談社、1971年
- 『青春の本』海潮社、1973年（12人のアンソロジー）
- 筑摩現代文学大系82『曽野綾子・倉橋由美子集』筑摩書房、1977年
- 新潮現代文学69『倉橋由美子 聖少女 夢の浮橋』新潮社、1979年
- 昭和文学全集24『辻邦生 小川国夫 加賀乙彦 高橋和巳 倉橋由美子 田久保英夫 黒井千次』小学館、1988年
- 『死-(マイナス)怨念14=(イコール)妖気 幻想・怪奇名作選』ペンギンカンパニー、1993年
- 『夢÷幻視13=神秘 幻想・怪奇名作選』ペンギンカンパニー、1994年
- 女性作家シリーズ14『兵隊宿 パルタイ 人形愛』角川書店、1998年（他は竹西寛子・高橋たか子）
- 『時よとまれ、君は美しい スポーツ小説名作集』角川書店、2007年